# Kızılçubuk, Erbaa
Kızılçubuk là một xã thuộc huyện Erbaa, tỉnh Tokat, Thổ Nhĩ Kỳ. Dân số thời điểm năm 2011 là 157 người.